# جدول زمانی جنگ غزه
جنگ غزه در ۷ اکتبر ۲۰۲۳ زمانی آغاز شد که حماس حملات مسلحانه هماهنگ شده‌ای را به اسرائیل از نوار غزه آغاز کرد. نکته مهم در تنظیم این جدول، این است که برخی از تحولات ممکن است فقط در گذشته شناخته شده باشند و مرور زمان موجب فراموشی آنها شده باشد؛ بنابراین این فهرست، فهرست جامعی نیست.

## حملات اولیه
درگیری‌های شدید میان اسرائیل و حماس از صبح روز ۷ اکتبر آغاز شد، زمانی که حماس حملات موشکی گسترده‌ای به اسرائیل انجام داد و نیروهای مسلح آن وارد جنوب اسرائیل شدند. رهبر نظامی حماس، محمد ضیف، آغاز عملیات «طوفان الاقصی» را اعلام کرد و فلسطینی‌ها را به حمله با هر وسیله‌ای فراخواند. در این حملات، تلفات و آسیب‌های سنگینی به بار آمد و صدها نفر کشته یا ربوده شدند، از جمله در رویدادهایی همچون حمله به جشنواره موسیقی سوپرنوا. اسرائیل به‌سرعت در واکنش به این حملات، وضعیت جنگی اعلام کرد و ۳۰۰ هزار نیروی ذخیره را فراخواند. در همین حال، ایالات متحده حمایت‌های نظامی خود را به اسرائیل افزایش داد و ناوهای جنگی به شرق مدیترانه اعزام کرد. درگیری‌ها به کرانه باختری نیز کشیده شد و منجر به کشته شدن تعدادی فلسطینی شد. هم‌زمان، وزیر دفاع اسرائیل اعلام کرد که محاصره کاملی علیه غزه اجرا خواهد شد.

## تهاجم به نوار غزه
در تاریخ ۲۸ اکتبر، اسرائیل حملات گسترده‌ای به نوار غزه آغاز کرد و حملات زمینی به شهرهای بیت حانون و البریج انجام داد. در پی این حملات، گزارش‌هایی از تهدید اسرائیل به بمباران بیمارستان القدس و حملات هوایی گروه جهاد اسلامی به نزدیکی این بیمارستان منتشر شد. همچنین، گزارش‌هایی از افزایش سوختگی‌های ناشی از سلاح‌های فسفری در بیمارستان‌ها ارائه شد. در ۳۰ اکتبر، بیمارستان دوستی ترکیه و فلسطین هدف حمله هوایی اسرائیل قرار گرفت و سازمان بهداشت جهانی اعلام کرد که به دلیل خطرات زیاد، قادر به تأمین بیمارستان‌های الشفاء و القدس نخواهد بود. در ادامه، در ۲۳ نوامبر، آزادسازی گروگان‌ها به دلیل مسائل اداری به تعویق افتاد و وزارت بهداشت غزه پس از بازداشت کارکنان بیمارستان الشفاء توسط اسرائیل، عملیات تخلیه بیمارستان‌ها را متوقف کرد. همچنین، حملات هوایی به مدرسه ابوحسین در اردوگاه پناهجویان جبالیا منجر به کشته شدن ۲۷ نفر شد و صلیب سرخ گزارش داد که کارکنان آن در حین کمک‌های انسان‌دوستانه هدف تیراندازی قرار گرفتند.